# 有力
| ウィキペディアには「有力」という見出しの百科事典記事はありません（タイトルに「有力」を含むページの一覧/「有力」で始まるページの一覧）。 代わりにウィクショナリーのページ「有力」が役に立つかもしれません。 |